# Stemma di Marino
Lo stemma della Città di Marino è composto, al centro, dalla raffigurazione su sfondo collinare di un cavaliere al galoppo, che indossa una tunica rossa e regge nella mano destra un'asta munita di bandiera bifida. Tale raffigurazione è sovrastata da una torre circolare merlata, con sottostanti due rami di quercia e di alloro annodati con un nastro tricolore. Il titolo di città è stato concesso a Marino da papa Gregorio XVI con motu proprio del 3 luglio 1835. Lo stemma, in uso almeno dal 1564, è stato ufficialmente riconosciuto con decreto presidenziale del 2 ottobre 2006.

## Storia

Gonfalone civico.

Il 30 gennaio 1937 il podestà Alfideo Berrettoni invia alla Regia Commissione Araldica una proposta per dare a Marino uno stemma definitivo. Nello schizzo, il cavaliere compare nudo su un cavallo bianco al trotto, recante un bastone su cui sventola una specie di lenzuolo. La risposta della Commissione arriva il 24 febbraio:
(Relazione del Commissario don Urbano Barberini, Affare Comune di Marino, 24 febbraio 1937.)
Il 3 marzo inoltre una nota della Presidenza del Consiglio dei ministri informa che sarebbe opportuno rinvenire copia del breve apostolico con cui Gregorio XVI elevò Marino a Città.
Dopo la guerra, il 26 ottobre 1962 il sindaco di Marino Giulio Santarelli chiede spiegazioni alla Presidenza del Consiglio e alla Consulta Araldica su come fare a rinvenire il breve di Gregorio XVI. Risponde la Prefettura di Roma il 28 gennaio 1963, affermando che non esistono copie del breve nell'Archivio di Stato di Roma, e che pertanto all'uopo potrebbe essere interessato l'Archivio Segreto dei Brevi apostolici della Città del Vaticano. Non se ne farà niente.
Ancora nel 1978 il sindaco Mario Di Falco chiede, il 28 aprile, alla Presidenza del Consiglio di chiarire la faccenda dello stemma, e la risposta arriva il 17 giugno: vi si legge che Marino non ha ancora ottenuto dal Presidente della Repubblica il riconoscimento necessario per lo stemma e il gonfalone; e per questo bisogna produrre due istanze, una al Presidente della Repubblica e una al Presidente del Consiglio; una delibera comunale in merito alla vicenda; un bozzetto dello stemma e del gonfalone di cm 37x26 con relativa descrizione; "un cenno storico-giustificativo"; e infine 2100 lire in assegno bancario al Cassiere della Presidenza del Consiglio, "per diritti di cancelleria e di bollo". Anche questa volta, non se ne farà niente.
Il 13 ottobre 1988 il sindaco Leonardo Massa invia alla Presidenza del Consiglio richiesta di riconoscimento dello stemma e del gonfalone i cui bozzetti allega alla lettera, assieme a 3100 lire "quale tassa prescritto deposito del provvedimento che si chiede". Nello stemma proposto compare una donna vestita da una tunica rossa su un cavallo bianco galoppante, mentre sostiene un vessillo verde. La risposta dell'Ufficio Araldico arriva il 7 novembre 1988: ci sono incongruenze nella richiesta, e mancano la delibera comunale ed il breve apostolico di Gregorio XVI. Quest'ultimo però arriva, in 19 pagine, direttamente dall'Archivio Segreto Vaticano.
Il 31 maggio 2004, sindaco Ugo Onorati, viene finalmente approvata una delibera del Consiglio comunale sullo stemma e sul gonfalone, e il 3 febbraio 2005 viene inviata richiesta all'Ufficio Onorificenze e Araldica Pubblica con allegati stemma e breve. Lo stemma proposto rappresenta una fanciulla bionda vestita di rosso, su un cavallo bianco galoppante, simile alla proposta del 1988. Il 10 febbraio 2005 la Presidenza del Consiglio risponde al sindaco segnalando alcuni errori nello stemma da correggere e proponendo una gamma di gonfaloni da scegliere.
Il 20 luglio 2006 si chiude l'annosa e settantennale vicenda dello stemma: il sindaco Adriano Palozzi sceglie il tipo di gonfalone e lo comunica a chi di dovere. Il nuovo gonfalone verrà benedetto ed esposto la prima volta il 1º ottobre 2006, in occasione della Sagra dell'Uva, nell'ex-convento degli Agostiniani.

## Descrizione
La descrizione dello stemma comunale, concesso con D.P.R. del 2 ottobre 2006 insieme al gonfalone, è la seguente:
mentre quella relativa al gonfalone è: